# Мазов, Василий Фёдорович
Василий Фёдорович Мазов (3 марта 1918, Большая Висловка, Пензенская губерния — 2 декабря 2003, Днепропетровск) — организатор производства, директор Днепропетровского металлургического завода имени Петровского Министерства чёрной металлургии Украинской ССР. Лауреат Государственной премии УССР в области науки и техники (1972). Герой Социалистического Труда (1977). Депутат Верховного Совета УССР 9 созыва.

## Биография
Родился 3 марта 1918 года в крестьянской семье в деревне Большая Висловка. Окончил Московский институт стали.
С 1941 года — подручный сталевара, сталевар, мастер, диспетчер цеха, начальник смены, заместитель начальника мартеновского цеха Кузнецкого металлургического комбината Кемеровской области РСФСР.
В 1946 году вступил в ВКП(б).
С 1950 года — заместитель начальника, начальник мартеновского цеха металлургического завода «Запорожсталь» Запорожской области.
С 1957 по 1967 года — главный специалист, заместитель начальника, начальник отдела планирования металлургической промышленности Госплана Украинской ССР.
С 1967 по 1981 год — директор Днепропетровского металлургического завода имени Григория Ивановича Петровского.
В 1977 году удостоен звания Героя Социалистического Труда «за выдающиеся успехи в выполнении принятых на 1976 год социалистических обязательств по увеличению выпуска и улучшению качества продукции, повышению производительности труда».
После выхода на пенсию проживал в Днепропетровске, где скончался в 2003 году; похоронен там же.

## Награды
- Медаль «За трудовое отличие» (26.12.1952);
- трижды Орден Трудового Красного Знамени (19.07.1958, 22.03.1966, 19.02.1974);
- Орден Октябрьской Революции (30.03.1971);
- Заслуженный металлург Украинской ССР (18.12.1972);
- Государственная премия Украинской ССР в области науки и техники (18.12.1972);
- звание Героя Социалистического Труда с вручением медали «Серп и Молот» и ордена Ленина — указ Президиума Верховного Совета СССР от 12 мая 1977;
- Почётный гражданин Днепропетровска (06.09.2001).